# The Heart Never Lies
"The Heart Never Lies" (em português:  "O Coração Nunca Mente") é o décimo terceiro single da banda britânica McFly. Foi lançada como single da coletânea All the Greatest Hits, embora também esteja presente na primeira versão do seu quarto álbum de estúdio, Radio:Active, liberada com o The Mail on Sunday.
Havia rumores de que a canção se chamaria "We Are The Lovers", mas logo depois o nome "The Heart Never Lies" foi oficializado no site e no MySpace da banda.
A canção estreou na posição #3 do UK Singles Chart, sendo superada por "Rule the World", da Take That, que ficou na posição #2 e "Bleeding Love", número #1. O single também alcançou a #16 na Irlanda.

## Faixas

### CD Single 1 (UK)
1. "The Heart Never Lies" (versão original, de cinco min.)
2. "Umbrella" (cover de Rihanna)

### CD Single 2 (UK)
1. "The Heart Never Lies" (edição para rádio)
2. "Ignorance"
3. Entrevista
4. "Sofa, Hyundai, Administration"
5. The Heart Never Lies (Video)

### EP Digital
1. "The Heart Never Lies"
2. "Umbrella"(ao vivo)
3. Entrevista (parte 2)
4. "Just My Luck"

## Videoclipe
Um boletim foi enviado aos amigos da página no MySpace do McFly em 8 de setembro de 2007, anunciando que tinham filmado o vídeo para o single. O vídeo foi liberado em 21 de setembro de 2007. No mesmo, a banda aparece se apresentando na chuva, com cortes de uma trágica história de amor que termina com o carro do casal caindo na água. Foi dito no site oficial que "está entre os melhores vídeos que o McFly já fez" e tem sido citado como bastante diferente dos vídeos feitos anteriormente.

## Performance
| Chart                          | Melhor posição |
| ------------------------------ | -------------- |
| Irish Singles Chart            | 16             |
| UK Singles Chart               | 3              |
| UK Download Chart              | 9              |
| EUA Billboard European Hot 100 | 12             |